# Edward Joris
Pour les articles homonymes, voir Joris.
Edward Joris (1876-1957), né à Anvers, est un anarchiste belge flamand impliqué dans l'attentat à la bombe de 1905 à Constantinople visant à tuer le sultan Abdülhamid II, le responsable des massacres hamidiens, connu sous le nom d'attentat de la mosquée Yıldız.
À travers son anarchisme, il s'intéresse à l'anticolonialisme et rejoint la tentative avec son épouse, Anna Nellens, après avoir rencontré deux dirigeants de la Fédération révolutionnaire arménienne, Vramshabouh Kendirian et l'un des fondateurs de l'organisation, Christapor Mikaelian, pour qui Joris met à disposition sa maison et aide les conspirateurs.
Joris est condamné à mort, ce qui provoque un mouvement important de contestation en Belgique, à la fois chez les Wallons et les Flamands, qui est comparé à l'Affaire Dreyfus en France, avec de nombreuses interventions politiques en faveur de sa libération. Les partisans de sa libération sont appelés les « Jorisards » et, alors qu'ils sont en lien avec les Dreyfusards français, parviennent à arracher sa libération en faisant pression sur les autorités françaises et belges.
Edward Joris est renvoyé en Belgique quelques années plus tard. Il meurt en 1957 à Anvers.

## Biographie

### Jeunesse et migration dans l'Empire ottoman
Il naît à Anvers en 1876, son père meurt alors qu'il n'a que quatre ans.
Joris quitte l'école à 13 ans et travaille comme commis à l'expédition. Il s'engage en politique vers ses 19 ans et devient secrétaire de la branche locale du Parti ouvrier belge, un parti social-démocrate, de 1895 à 1898, ainsi que d'un syndicat. Il contribue au journal anarchiste Ontwaking sous le pseudonyme d'Edward Greene et y défend une position anarcho-syndicaliste.
En 1901, il se rend à Constantinople, où il est brièvement employé à écrire de la correspondance commerciale en français et en anglais, puis Joris trouve du travail à la société de machines à coudre Singer. En 1902, sa fiancée, Anna Nellens, le rejoint à Constantinople et ils se marient, malgré quelques réticences de sa part. Le 14 août 1902 Joris est renvoyé par son employeur, et retrouve un emploi à la fin de l'année 1902 dans une entreprise de couture à Constantinople.

### Attentat de la mosquée Yıldız
Les liens entre anarchistes et le mouvement de libération nationale arménien s'établissent dans les années 1890, notamment avec Alexandre Atabekian. En 1904, dans un congrès annuel réunissant des représentants arméniens et bulgares, la Fédération révolutionnaire arménienne décide d'assassiner le sultan Abdülhamid II, en réponse aux massacres hamidiens. L'un des représentants anarchistes français sensibilisés à la question arménienne, Pierre Quillard, s'y rend et rapporte à ses collègues anarchistes que les Arméniens entendent utiliser de « méthodes extrêmes ». Edward Joris dira plus tard que c'est la lecture du journal de Quillard, Pro Armenia, qui a motivé son choix de soutenir la Fédération révolutionnaire arménienne (FRA).
Dans ce contexte, Edward Joris rencontre un collègue, nommé Vramshabouh Kendirian, surnommé Vram. Celui-ci lui présente l'un des dirigeants de la Fédération révolutionnaire arménienne (FRA), Christapor Mikaelian, représentant la branche marxiste de la FRA. Joris héberge alors deux conspirateurs chez lui et sa maison sert de lieu de rencontre pour discuter et de stockage des explosifs et des armes à feu. Vramshabouh Kendirian et Christapor Mikaelian meurent tous deux en 1905 à Sofia, en Bulgarie, alors qu'ils expérimentent des engins explosifs.
Le passeport de Joris est retrouvé sur le corps de Kendirian et Joris se dit très attristé par la mort de celui-ci, qu'il qualifie de « très bon ami ». En tout, 39 personnes sont impliquées dans le complot, y compris son épouse, Anna Nellens et Sophie Arechian, dissimulée comme étant fille de Christapor Mikaelian.
Joris permet à l'organisation de contourner les douanes, et fait ainsi passer le charriot qui sera chargé des explosifs à travers les douanes depuis Vienne. Les explosifs, 140 kilogrammes d'acide picrique sont, quant à eux, transmis par des marins bulgares.
L'attentat de la mosquée Yıldız a lieu le 21 juillet 1905, tuant 26 personnes et en blessant 58, mais sans blesser le sultan lui-même. Joris est arrêté six jours plus tard. Il est traduit en justice le 25 novembre et condamné à mort le 18 décembre. Son épouse est aussi condamnée à mort, mais par contumace, car elle réussit à s'enfuir avant d'être prise par la police ottomane. Il prend la parole pendant son procès et déclare :

« Environ un an avant l'attentat, j'ai lu un manifeste pour les pauvres Arméniens dans le journal parisien Pro Armenia. Cela m'a profondément marqué. Il était de mon devoir de me mettre à la disposition du comité arménien. C'est ainsi que je suis venu à Constantinople. »

### Contestation, Jorisards et libération
Alors que Joris est enfermé en attente de son exécution, un important mouvement de contestation naît en Belgique pour le soutenir. Ses membres, aussi appelés les « Jorisards », demandent sa libération immédiate et sont comparés aux Dreyfusards pour la Belgique,. Ils sont soutenus en partie par d'importants Dreyfusards, comme Georges Clemenceau, qui fait publier la lettre d'un de leurs dirigeants, Georges Lorand, un député progressiste wallon et dirigeant des Jorisards, dans L'Aurore. La Ligue des droits de l'Homme en France manifeste aussi pour la libération d'Edward Joris. Le mouvement dépasse rapidement le simple cercle anarchiste d'Anvers et se répand à toute la société belge, principalement chez les élites intellectuelles socialistes et de gauche, et rassemble à la fois des Wallons et des Flamands. Le 22 juin 1907, dans Les Temps Nouveaux, un journal anarchiste français, Jean Grave et Segher Rabaud publient deux déclarations de soutien à Edward Joris ; dans celles-ci, ils déclarent, entre autres :

« Nos camarades se rappellent Joris inculpé au complot contre le bandit de Yldiz-Kiosk, condamné à mort par les juges du massacreur, il y a un an et demi. […] Les Arméniens sont arrêtés en masse et Joris le dangereux, le terrible, qui du fond de sa geôle fait danser les bombes, pâtira par une surveillance plus serrée des sales exploits de la racaille policière. »

En raison de la pression diplomatique de la Belgique et de la France, la peine n'est pas exécutée. Un comité de soutien est mis en place par des intellectuels de gauche en Belgique, pour maintenir la pression sur le gouvernement belge pour qu'il travaille à sa libération. Joris reste en prison jusqu'au 23 décembre 1907 puis renvoyé en Belgique. Ses lettres de prison forment la base d'un livre ultérieur sur son implication dans la tentative.
Après son retour en Belgique, Joris travaille comme libraire et est secrétaire de la branche anversoise de la Ligue des droits de l'homme. Après la Première Guerre mondiale, il est reconnu coupable de soutien à la Flamenpolitik des forces d'occupation de Guillaume II et se réfugie aux Pays-Bas. Il rentre en Belgique après une amnistie en 1929 et travaille comme agent de publicité indépendant. Il meurt en 1957.

## L'anarchisme de Joris et le mouvement national arménien
La proximité entre un internationaliste anarchiste et le mouvement de libération nationale arménien a pu être interrogée, mais Maarten Van Ginderachter considère qu'à l'époque, les auteurs anarchistes comme Bakounine ou Proudhon sont ouverts à la défense de petits mouvements nationaux anticoloniaux, comme les revendications de la Fédération révolutionnaire arménienne. L'historien déclare ainsi, :

« Le meilleur ami de Joris, Resseler, mentionne explicitement l'Arménie en septembre 1901 comme un exemple de violence bourgeoise-capitaliste envers les travailleurs : « Toute notre société bourgeoise est basée sur la violence :
tous les gouvernements brûlent et tuent au Transvaal, en Chine, au Congo, à Java, à Cuba et aux Philippines, en Arménie », ce qui est un bon exemple de l'intérêt marqué des anarchistes pour l'anti-impérialisme et l'anticolonialisme. »

« Il n'y a pas de contradiction théorique ou pratique évidente entre le socialisme (qu'il soit anarchiste ou réformiste), le nationalisme (qu'il soit culturel ou politique) et l'internationalisme. En général, les anarchistes étaient plus attirés par les luttes anticoloniales dans le tiers-monde que les marxistes.
Dans une lettre non datée de sa prison de Constantinople, il déclare avoir dit devant le tribunal : « L'Univers tout entier est ma patrie, toute l'humanité est ma famille et tous ceux qui souffrent sont mes frères. Je ne reconnais aucune frontière. » En même temps, cependant, Joris croit clairement en l'existence de peuples distincts qui ont des qualités nationales spécifiques. Ses écrits sur l'Arménie en sont un bon exemple. »